# Babila
Babila  è un nome proprio di persona italiano maschile.

## Varianti in altre lingue
- Catalano: Babil[4], Babilàs[4]
- Francese: Babylas
- Greco antico: Βαβυλας (Babylas)[3]
- Inglese: Babylas
- Latino: Babylas[1][3]
- Polacco: Babylas
- Portoghese: Bábilas
- Russo: Вавила (Vavila)
- Serbo: Вавила (Vavila)
- Spagnolo: Babil[4], Bábilas[4], Babilás[4]
- Ucraino: Вавила (Vavila)

## Origine e diffusione

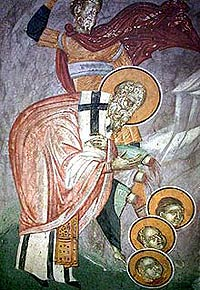
Affresco raffigurante san Babila

Nome di origine orientale giuntoci tramite la forma ellenizzata Βαβυλας (Babylas), dal significato dubbio. Generalmente viene ricondotto all'etnico βαβυλον (babylon, "babilonese"), o a un suo diminutivo; in questi casi sarebbe legato etimologicamente ai nomi di Babele e Babilonia, dall'accadico bab-ilu e bab-ilani, che significano rispettivamente "porta di Dio" e "porta degli dei" (va notato che alcune fonti applicano tale significato anche al nome stesso). Ulteriori interpretazioni lo considerano sempre un etnonimo, ma col significato di "abitante di Biblo".
Il nome gode di scarsissima diffusione, e a causa della terminazione in -a non è raro che venga scambiato per femminile (come avviene anche per Leonida e vari altri).

## Onomastico
L'onomastico viene festeggiato il 24 gennaio (4 settembre per le chiese orientali) in ricordo di san Babila, vescovo di Antiochia e martire con altri compagni sotto Decio.

## Persone
- Babila, vescovo di Antiochia

## Il nome nelle arti
- Babila è uno pseudonimo del cantante Sergio Agostini.